# Reconco
O Reconco é uma aldeia da freguesia de Mealhada, Município da Mealhada agora integrada na malha urbana da Cidade da Mealhada.